# Steven Tronet
Steven Tronet, nascido a 14 de outubro de 1986 em Calais, é um ciclista francês que foi profissional entre 2007 e 2018.

## Biografia
Steven Tronet estreiou com a equipa amador UVC Calais. Em maio de 2005 uniu-se ao Vélo clube de Roubaix. Em 2007, este clube criou a equipa profissional Roubaix Lille Métropole onde continuou Steven Tronet.
Em 2007 foi décimo dos Quatro Dias de Dunquerque. Foi segundo numa etapa da Paris-Corrèze superado somente por Edvald Boasson Hagen.

## Palmarés
2008
- 1 etapa da Ronde de l'Oise

2010
- Ronde de l'Oise

2012
- 1 etapa do Circuit de Lorraine

2014
- Grande Prêmio Villa de Lillers
- Paris-Troyes

2015
- 1 etapa do Circuito das Ardenas
- 1 etapa da Ronde de l'Oise
- 1 etapa da Route du Sud
- Campeonato da França em Estrada  [2]